# محمد المسروجي
محمد المسروجي (1935-) هو رجل أعمال واقتصادي فلسطيني، مواليد القاهرة. حاز على شهادة بكالورس تاريخ من دار المعلمين وماجستير إدارة أعمال ودكتوراة فخرية في الاقتصاد من جامعة بيرزيت. صاحب ومديرعام شركة المستحضرات الطبية أكبر شركات الأدوية والمستلزمات الطبية في فلسطين، أستاذ التاريخ في بداياته إلى أن أصبح من كبار رجال الأعمال في فلسطين. قصة نضال شق معالمها في ظروف سياسية قاسية، أطلق المجلس الأعلى للإبداع والتميز جائزة المسروجي نسختها الأولى عام 2019 وقيمتها 50 ألف دولار موزعة على خمس سنوات.
في العام 2023، صدر كتاب "قيدٌ ووَردْ" عن دار طباق للنشر والتوزيع يوثق سيرةٌ حياته السياسية والاقتصادية.

## حياته وأعماله
تعود أصوله إلى عائلة فلسطينية من منطقة الخليل وعاش فترة من حياته في مدينة القدس، ثم انتقل للعيش ولا يزال في مدينة البيرة. أنهى المسروجي دراسته الثانوية 1952، وأرسل في بعثة لدار المعلمين في العراق بمنحة دراسية بواسطة "الوكالة" حصل على شهادة التاريخ من دار المعلمين في بعقوبة في العراق سنة 1953. بدأ المسروجي حياته العملية مدرسا لمدة 4 سنوات تنقل خلالها بين مدارس وكالة الغوث في مخيم الكرامة وفي بيت جالا والدهيشة وعين السلطان ثم مديراً لمدرسة العوجة في مدينة أريحا لمدة سنتين.
كان ناشطا نقابيا وشغل منصب أمين سر نقابة معلمي ومعلمات وكالة الغوث في الأردن، وبسبب نشاطه السياسي فقد تم تعرضه للملاحقة والاعتقال أكثر من مرة وفي سنة 1957، أٌعتقل لمدة عام وأنهى خدماته من الوكالة. بعد خروجه من المعتقل عمل المسروجي لمدة عام في الدعاية الطبية في مستودع في نابلس، ثم عمل على تأسيس عمله الخاص بفتح مستودع أدوية أسماه مستودع أدوية القدس عام 1959، ويحمل الآن اسم شركة مسروجي للتجارة العامة وأصبح مستورد ولديه عدد من وكالات شركات الأدوية الأجنبية وخاصة السويسرية والايطالية والعربية والألمانية.
في عام 1969، قرر المسروجي ومعه شريكين تأسيس مصنع للأدوية كحل للأزمة التي ألمت بالشعب الفلسطيني بعد النكسة في العام 67، يحمل المصنع اسم شركة القدس للمستحضرات الطبية والتي حصلت على شهادة الأيزو العالمية، وهي المعيار الأول دولياً للسلامة والصحة المهنية والممنوحة من قبل مؤسسة «لويدز ريجيستر» العالمية لضمان الجودة، وبذلك تكون شركة القدس للمستحضرات الطبية أول شركة في فلسطين حاصلة على هذه الشهادة العالمية.
أُفتتح  في جامعة بيرويت عام 2013، مبنى محمد مسروجي للإعلام وذلك بحضور رئيس مجلس الأمناء د. حنا ناصر، ورئيس الجامعة د. خليل هندي، وأعضاء مجلس الأمناء وإدارة وأسرة الجامعة وطلبتها وعدد كبير من الشخصيات الفلسطينية. وفي مسيرة حياته وعمله أسس المسروجي العديد من الشركات، منها شركة التأمين الوطنية وشركة أبراج الوطنية وأسس شركة فلسطين للاستثمار والإنماء ومنها أسس مدارس المستقبل وشركات مخبرية اولاً مدلاب ثم ميديكير، ويقول المسروجي أن سر نجاحه يعود إلى الصبر والمثابرة والمصداقية والأخلاق العالية وكل هذا مقدمات مع الإرادة للنجاح.

## مناصبه
شغل المسروجي مناصب هامة وهي:
- رئيس مجلس إدارة مجموعة شركة القدس للمستحضرات الطبية.
- رئيس مجلس إدارة مجموعة شركة مسروجي التجارية.
- رئيس مجلس إدارة شركة التأمين الوطنية.
- مؤسس ومشارك في تأسيس العديد من الشركات الفلسطينية.
- مؤسس والرئيس الفخري لجمعية رجال الأعمال الفلسطينيين.
- نائب رئيس اتحاد رجال الأعمال العرب.
- عضو مؤسس للمجلس التنسيقي للقطاع الخاص.
- مؤسس مركز تطوير القطاع الخاص.
- رئيس جمعية أصدقاء جامعة بيرزيت.
- عضو مجلس أمناء "مؤسسة الحق".
- عضو مجلس أمناء الملتقى الفكري العربي.
- عضو مجلس إدارة المجمع العربي للإدارة والمعرفة- عمان.
- عضو مجلس أمناء الجامعة العربية المفتوحة- الكويت.
- عضو مجلس أمناء المجلس الأعلى للإبداع والتميز (2012-2018).
- عضو مجلس أمناء مركز خالد الحسن لعلاج السرطان وزراعة النخاع.